# 2008. március 1-i konzisztórium
A 2008. március 1-i konzisztóriumot XVI. Benedek pápa hívta össze. Ezen a konzisztóriumon 4 boldog szenttéavatási határozatát hirdette ki és 5 diakónus-bíborost emelt presbiter-bíborossá.

## Szenttéavatási határozatok
- Gaetano Errico pap és rendalapító
- Maria Bernarda Bütler (Verena) szűz és rendalapító
- Alfonsa Dell’Immacolata Concezione (Anna Muttathupadathu) szűz és szerzetes
- Narcisa di Gesú Martillo Morán laikus asszony

Benedek pápa elrendelte, hogy 2008. október 12-án a szentek névsorába kerüljenek.

## Előléptetett bíborosok
| Nº                         | Ország                     | Név                         | Életkor                    | Hivatal                                                                      |
| Nem pápaválasztó bíborosok | Nem pápaválasztó bíborosok | Nem pápaválasztó bíborosok  | Nem pápaválasztó bíborosok | Nem pápaválasztó bíborosok                                                   |
| -------------------------- | -------------------------- | --------------------------- | -------------------------- | ---------------------------------------------------------------------------- |
| 1                          | Chile                      | Jorge Arturo Medína Estevez | 81                         | az Istentiszteleti és Szentségi Fegyelmi Kongregáció nyugalmazott prefektusa |
| 2                          | Kolumbia                   | Darío Castrillón Hoyos      | 78                         | az „Ecclesia Dei” Pápai Bizottság elnöke                                     |
| 3                          | Olaszország                | Lorenzo Antonetti           | 85                         | az Apostoli Szék Vagyonkezelősége nyugalmazott elnöke                        |
| 4                          | Amerikai Egyesült Államok  | James Francis Stafford      | 75                         | az Apostoli Penitenciária főpentenciáriusa                                   |
| 5                          | Olaszország                | Giovanni Cheli              | 89                         | a Vándorlók és Útonlevők Pápai Tanácsa nyugalmazott elnöke                   |